# 8220 Нан'йо
8220 Нан'йо (8220 Nanyou) — астероїд головного поясу, відкритий 13 травня 1996 року.
Тіссеранів параметр щодо Юпітера — 3,603.
Названо на честь Нан'йо (яп. なんよう(南陽) нан'йо:)